# Club Deportivo Centenario
El Club Deportivo Centenario es  un equipo de fútbol de la provincia de Colón, Panamá. Disputó hasta el primer semestre del 2023 en la Conferencia Este - Zona Norte de la Liga Prom, la segunda categoría de fútbol en el país. Luego fueron excluidos de la temporada 2023 por la Liga Panameña de Fútbol.
En junio del 2018 cambió de dueños, luego de que los antiguos accionistas se fusionaran con el Chorrillo FC y la Universidad Latina de Panamá y crearon el nuevo equipo que representaría a la provincia de Coclé en la Primera División de Panamá. Su nombre cambió a ser el Club Deportivo Universitario. Desde entonces el club representa a la Provincia de Colón. El 8 de junio de 2023 se dio a conocer por parte de la Liga Panameña de Fútbol y la Federación Panameña de Fútbol, que su cupo en la Liga Prom lo adquirió el Club Deportivo Bocas Junior.

## Historia
Fue fundado en julio del año 2011 en la ciudad de Penonomé, al oeste de Panamá como el CD Centenario Panamá Oeste, y logró el ascenso a la Liga Nacional de Ascenso en la temporada 2013-2014 al ganar la Copa Rommel Fernández 2012-13.
Posteriormente hizo variantes en su nombre, quedando solamente conocido como Club Deportivo Centenario. 

### Nueva adquisición y cambio de sede
En junio del  2018 luego de que sus dueños formaran parte de la creación del CD Universitario, club que representaría a la provincia de Coclé en la máxima categoría del fútbol panameño, cambió de dueño y se mudaron a la Ciudad de Colón. Desde entonces participan en la Segunda División de Panamá.

### Nueva era
Para la temporada 2021 fue uno de los equipos considerados por la Liga Panameña de Fútbol como uno de los equipos para disputar la nueva Segunda División (Liga Prom), proveniente de la extinta Liga Nacional de Ascenso (LNA). En su primera temporada formó parte de la Conferencia Este - Zona Norte. Participó durante dos temporadas y media en la liga. 
Su última participación fue durante el Torneo Apertura 2023.

### Venta de cupo y desaparición
El 8 de junio de 2023 mediante un comunicado de la Liga Panameña de Fútbol y la Federación Panameña de Fútbol, se anuncia la venta del cupo de Liga Prom al Club Deportivo Bocas Junior de la Provincia de Bocas del Toro.

## Estadio
El Estadio Armando Dely Valdés, es un centro deportivo, que se utiliza para partidos de fútbol, cuenta con una capacidad de 1,091 espectadores. Se encuentra construido en tierras de la Universidad de Panamá, Centro Regional Universitario de Colón (CRUC) en la comunidad de Arco Iris, Corregimiento de Cristóbal, Ciudad de Colón.

## Palmarés

### Torneos Nacionales

#### Campeonatos
- Copa Rommel Fernández: 1 (2012-13)

#### Subcampeonatos
- Torneo de Copa Panamá: 1 (2016-17)

#### Torneos extintos
- Liga Nacional de Ascenso: 1 (Torneo Clausura 2018)